# Union nationale des syndicats de journalistes
L’Union nationale des syndicats de journalistes était un organisme de coordination regroupant en France les quatre syndicats les plus importants dans la profession des journalistes. Fondée en 1966, elle a été dissoute au début des années 1990.

## Histoire
L’Union nationale des syndicats de journalistes (UNSJ) a été fondée en 1966 par les 4 premiers syndicats de journalistes français : SNJ, syndicat des journalistes français CFDT, Syndicat national des journalistes CGT, Syndicat national des journalistes FO. Le Syndicat des journalistes CFTC n'en fait pas partie, pas plus que le SJ-CGC qui apparaît, en 1972, sous l'impulsion d'un ancien président du SNJ, Yann Clerc. 
L'UNSJ s'inscrit dans la dynamique lancée lors la réunion le 22 janvier 1966 des responsables des syndicats de journalistes SJF-CFDT, SNJ, SNJ-FO et SNJ-CGT dans le domaine de Bierville (près d’Étampes dans l'Essonne), centre confédéral de formation de la CFDT (voir Denis Ruellan, Le journalisme défendu, Presses universitaires de Rennes), p. 81). Cette réunion a été provoquée par le Syndicat des journalistes français (SJF) CFDT. En effet, lors de son 78e congrès à Biarritz (23-24 mai 1964), le SJF CFTC a plaidé pour l'unité : unité dans le cadre de la transformation de la confédération CFTC en CFDT (6-7 novembre 1964 à Issy-les-Moulineaux) et unité au sein de la profession journalistique (voir Journalistes français no 97, juillet 1964). L'unité d'action des organisations syndicales de journalistes a profité de l'accord entre les confédérations CGT (secrétaire général Benoît Frachon) et CFDT (secrétaire général Eugène Descamps) signé le 10 janvier 1966. 
Avant même la création institutionnelle de l'UNSJ, la délégation intersyndicale permanente des journalistes "s'est mise au travail" en se mobilisant pour la défense de leur confrère Georges Fillioud, journaliste à Europe 1, suspendu d'antenne, après avoir signé en dehors de ses activités professionnelles un manifeste politique "pour l'union des gauches" (voir Journalistes français, no 103, avril 1966). 
L'UNSJ est créée officiellement le 28 janvier 1967 lors d'une conférence intersyndicale tenue rue Clément-Marot à Paris (voir Journalistes français no 107, avril 1967, Paul Parisot). Une de ses premières actions a été une action de toute la profession pour la reprise des négociations sur la révision de la Convention collective (voir Journalistes français no 108, septembre 1967).   
Sa fondation précède d'un an celle de la Fédération française des sociétés de journalistes, le 1er décembre 1967, par Jean Schwœbel, du quotidien Le Monde, Rémy Le Goff, de Ouest-France et Denis Perier Daville, du Figaro. Deux d'entre eux sont des délégués syndicaux. Dans un rapport sur les  présenté par la CFDT en 1966, la création de Société des rédacteurs est vue comme la conséquence de syndicats trop impuissants.
Yann Clerc (SNJ) a été le premier président de l'UNSJ, suivi par Maurice Vidal (CGT), Ralph Messac (SNJ), Paul Parisot (CFDT), Edouard Guibert (SNJ) puis Yves Loiseau (CFDT) et Michel Lemerle (SNJ). Elle avait pour adresse le 35, rue Bergère, dans le 9e arrondissement de Paris.
En mai 1969, l'Union nationale des syndicats de journalistes se déclara pleinement solidaire des journalistes du Figaro en grève. Puis elle soutient leur combat contre le rachat du journal par Robert Hersant, en « considérant que le devoir de l'information et les droits du public » étaient réduits par ce rachat.
En 1971, après l’adoption de la Charte de Munich, l'UNSJ a demandé aux organisations d'employeurs que ce texte figure en préambule de la nouvelle Convention collective nationale de travail des journalistes, afin d'imposer à tous « les principes éthiques de la profession ».
L'UNSJ s'est par ailleurs mise d'accord en 1978 sur une revendication pour un barème intersyndical, commun, concernant les minima à demander aux employeurs de verser aux journalistes pigistes. Le SNJ est alors le plus important des quatre syndicats membres de l'UNSJ, avec 4 000 adhérents. En 1982, le Syndicat général des journalistes FO (SGJ-FO) se retire de l'UNSJ.